# Абдухаликов, Фирдавс Фридунович
Фирдавс Фридунович Абдухаликов (узб. Firdavs Fridunovich Abduxoliqov; род. 10 августа 1963 года, Самарканд, Узбекская ССР, СССР) — узбекский учёный и общественный деятель, меценат, медиаменеджер.
Председатель правления ВОСКУ, руководитель Центра исламской цивилизации, автор крупнейшей серии книг о культурно-историческом наследии Узбекистана. Основатель первых негосударственных СМИ страны, заслуженный журналист.

## Биография

### Семья
Родился 10 августа 1963 года в Самарканде в семье врача Фридуна Абдуллаевича Абдухаликова и общественной деятельницы Мохиры Рафиковны Латиповой. По отцовской линии является правнуком джадида и писателя Мирзо Коканбая Абдухаликова, по материнской — правнуком промышленника и мецената Мирзо Абдулло Бухари.

### Образование
В 1980 году Абдухаликов окончил школу № 16 в Самарканде. В 1980—1985 годах обучался на филологическом факультете Самаркандского государственного университета, где получил степень бакалавра. В 2001—2007 годах продолжил обучение на экономическом факультете того же университета и получил степень магистра. 24 октября 2023 года защитил докторскую диссертацию на тему «Художественная интерпретация исторических личностей в средневековой миниатюре Востока». 

## Первые независимые СМИ
После окончания университета, начал свою деятельность в качестве преподавателя. В 1987 стал заместителем директора по учебно-воспитательной работе Самаркандского полиграфического училища.
В 1988 возглавил Центр молодёжи Самаркандской области. Были запущены новаторские проекты, в числе которых было создание первой в Республике молодёжной телестудии. В 1989 году при областном комитете комсомола был создан молодёжный координационный центр, основной задачей которого стало создание регионального телевидения.
Через год было принято решение преобразовать студию молодёжного центра в ТКС (Телекомпания «Самарканд»), а в 1990 году Фирдавс Абдухаликов основал и возглавил первую негосударственную телерадиокомпанию в стране — СТВ (Самарканд ТВ). Телеканал начал вещание 21 марта 1991 года, показав репортаж о всенародном праздновании Навруза, несмотря на запреты и строгую советскую цензуру.
15 мая 1996 года вышел первый выпуск газеты «Даракчи» («Вестник»), что стало отправной точкой первого негосударственного печатного СМИ в Республике Узбекистан. Впоследствии издание стало самой многотиражной газетой в истории независимого Узбекистана, достигнув тиража 250 тысяч экземпляров.

## Государственная служба
В 1998 году указом Президента Республики Узбекистан Фирдавс Абдухаликов был назначен заместителем председателя Национальной телерадиокомпании Узбекистана. На этом посту он руководил процессом создания первого молодёжного телеканала в республике — Ёшлар («Молодёжь»). В этом же году он переехал из Самарканда в Ташкент.
На выборах 1999 года Абдухаликов был избран депутатом Олий Мажлиса Республики Узбекистан II созыва на пятилетний срок. В этом же году занял должность главного консультанта пресс-службы Президента Узбекистана по вопросам взаимодействия с общественностью и международными организациями, которую занимал до 2002 года. С 1999 по 2001 год возглавлял Парламентскую комиссию по делам молодёжи.

## Объединение и развитие медиа
В 2003 году основал Национальную ассоциацию электронных средств массовой информации Узбекистана (НАЭСМИ) — крупнейшее медиа-объединение негосударственных телерадиостанций и кабельных телеканалов страны — и возглавлял её с 2003 по 2022 год.
Важнейшими проектами НАЭСМИ стали финансовая и техническая поддержка негосударственных СМИ, создание документальных фильмов об Узбекистане и их трансляция на международных каналах, запуск Мультимедийной школы журналистов, проведение Фестиваля рекламных роликов и ежегодной премии «Волны свободной страны».
В 2015 году Абдухаликов курировал создание и продюсировал первое в Узбекистане лазерное шоу (3D-мэппинг) на архитектурном ансамбле Регистан в Самарканде. Проекция, рассказывающая об истории мира и Узбекистана, функционирует и по сей день.
Во время президентских выборов 2016 года в Узбекистане Абдухаликов инициировал создание и возглавил пресс-клуб «Press Club: Elections.uz-2016» — специализированной информационной площадки для освещения избирательного процесса.
В числе других проектов Абдухаликова - первое столичное радио Пойтахт, телеканал MY5, телеканал Sevimli.

## Научная деятельность и ВОСКУ
Является автором книг, научных статей, публикацией факсимиле исторических рукописей и издательских проектов на тему культурного наследия, эпиграфики, искусствоведения, картографии.

### ВОСКУ
В 2018 году Фирдавс Абдухаликов был избран председателем правления Всемирного общества по изучению, сохранению и популяризации культурного наследия Узбекистана (ВОСКУ).
Под его руководством организация занимается исследованием и популяризацией историко-культурного наследия Узбекистана, привлекая к этому процессу ученых, музееведов и специалистов со всего мира. Проводится совместная работа с другими научными организациями и музеями.
ВОСКУ реализует масштабные международные проекты, включая каталогизацию и издание научных трудов, а также серию иллюстрированных книг-альбомов «Культурное наследие Узбекистана в собраниях мира», направленных на каталогизацию и широкое представление культурного наследия Узбекистана, хранящегося в зарубежных коллекциях.

### Издание факсимиле
- Катталангарский Коран
- Девони-Хуссайни (Диван Хуссейна Байкары)
- Раузат-ас-Сафо (Сад чистоты)
- Зафар-наме(Книга побед Амира Темура)
- Китаб сувар аль-кавакиб (Книга неподвижных звезд)
- Миражнаме

## Кинематография и фильмография

### Агентство кинематографии
В 2019 году постановлением правительства Республики Узбекистан Фирдавс Абдухаликов был назначен генеральным директором Национального агентства «Узбеккино», которое в 2021 году было преобразовано в Агентство кинематографии Республики Узбекистан.
При поддержке Президента Республики Узбекистан Шавката Мирзиёева был возрожден Ташкентский международный кинофестиваль, открыт первый зарубежный филиал ВГИК, отреставрирован и модернизирован Национальный дворец киноискусства, создан Центр развития национальной кинематографии, открыта Школа анимации, запущены совместные кинопроекты (ко-продукция) с зарубежными странами и студиями, модернизирована техническая база для кинопроизводства, создан Национальный кинофонд, открыт Музей киноискусства Узбекистана, построен Дом кино «Ренессанс», оцифрованы и возвращены старые узбекские фильмы, активизировано международное сотрудничество, налажено производство отечественных фильмов.
Абдухаликов руководил Агентством до 5 июня 2024 года, будучи параллельно генеральным директором Ташкентского международного кинофестиваля, председателем попечительского совета филиала ВГИК в Ташкенте, председателем Оскаровского комитета Узбекистана.
Он также возглавляет Международное творческое объединение киностудий стран СНГ и Грузии и Союз кинематографистов Тюркского мира.

### Фильмография художественных фильмов
| Год  |   | Русское название         | Оригинальное название      | Роль                 |
| ---- | - | ------------------------ | -------------------------- | -------------------- |
| 2024 | ф | Три героя                | Uch Qahramon               | генеральный продюсер |
| 2022 | ф | Узбечка                  | O’zbek Qizi                | генеральный продюсер |
| 2022 | ф | Солнце на вкус           | Quyosh Ta`mi               | генеральный продюсер |
| 2022 | ф | Женская судьба           | Ayol Qismati               | генеральный продюсер |
| 2022 | ф | 101 Рейс                 | 101 Reys                   | генеральный продюсер |
| 2022 | ф | Офицер 55                | Ofitser 55                 | генеральный продюсер |
| 2021 | ф | Я не террорист           | Men terrorchi emasman      | генеральный продюсер |
| 2021 | ф | Аромат дыни в Самарканде | Samarqandda qovun tarovati | генеральный продюсер |
| 2021 | ф | Неволя                   | Tutqunlik                  | генеральный продюсер |
| 2020 | ф | Позывной "Барон"         | Baron 2 So`ginchi          | генеральный продюсер |
| 2020 | ф | Илхак                    | Ilhaq                      | генеральный продюсер |

### Фильмография документальных фильмов
| Год  |   | Русское название                        | Оригинальное название                     | Роль                 |
| ---- | - | --------------------------------------- | ----------------------------------------- | -------------------- |
| 2024 | ф | Подвиг народа                           | Xalq jasorati                             | генеральный продюсер |
| 2023 | ф | Сердце народа                           | Xalq yuragi                               | генеральный продюсер |
| 2022 | ф | Мой Президент                           | Mening prezidentim                        | генеральный продюсер |
| 2022 | ф | Человек                                 | Inson                                     | генеральный продюсер |
| 2022 | ф | Узбекистан. Заглянуть за горизонт       | Узбекистан. Заглянуть за горизонт         | генеральный продюсер |
| 2022 | ф | Коран Османа                            | Usmon Qur’oni                             | генеральный продюсер |
| 2022 | ф | Узбекистан. Тепло и щедрость дастархана | Узбекистан. Тепло и щедрость дастархана   | генеральный продюсер |
| 2019 | ф | Нукус. Неизвестная коллекция            | Нукус. Неизвестная коллекция              | генеральный продюсер |
| 2019 | ф | Узбекистан. Легенды о любви             | Узбекистан. Легенды о любви               | генеральный продюсер |
| 2019 | ф | Катталангарский Коран: секреты и факты  | Kattalangar Qur’oni: sirlar va haqiqatlar | генеральный продюсер |
| 2017 | ф | Узбекистан. Обретенные откровения       | Узбекистан. Обретенные откровения         | генеральный продюсер |
| 2016 | ф | Каракалпакстан. Сквозь пески времени    | Каракалпакстан. Сквозь пески времени      | генеральный продюсер |
| 2015 | ф | Культурное наследие Узбекистана         | O’zbekiston madaniy merosi                | генеральный продюсер |
| 2014 | ф | Узбекистан. Жемчужина песков            | Узбекистан. Жемчужина песков              | генеральный продюсер |

## Центр Исламской Цивилизации
Ввиду значительного опыта в научной сфере, постановлением правительства от 5 июня 2024 года Абдухаликов был назначен руководителем Центра исламской цивилизации. Его основными задачами стали разработка концепции, создание контента и полномасштабный запуск Центра как одного из ведущих научно-исследовательских комплексов страны.
В рамках этих целей были организованы мероприятия для привлечения экспертных мнений и реализации научных инициатив, в том числе Форум национальных учёных, IX Международный конгресс ВОСКУ и Международная неделя культурного наследия. 29 января 2025 года Президент Республики Узбекистан Шавкат Мирзиёев в ходе своего визита утвердил обновленную концепцию Центра Исламской Цивилизации.
На текущем этапе реализуется более 800 научных проектов в сотрудничестве с учёными со всего мира, ведётся подготовка к полномасштабному открытию Центра, а также осуществляется ряд международных инициатив и научных открытий.

## Звания и награды

### Государственные
- Почётное звание «Заслуженный журналист Республики Узбекистан» (2011 год) — за многолетний плодотворный труд и большие заслуги в развитии средств массовой информации.
- Орден «Трудовая Слава» (2018 год) — за выдающиеся трудовые заслуги, поспособствовавших подъёму экономики и культуры, росту благосостояния народа, сохранению мира и стабильности[29].

### Международные звания
- Звание «Почётный профессор ВГИК» (2023 год) — за личный вклад в развитие кинообразования и активное участие в подготовке молодых специалистов.
- Звание «Почётный академик Всемирной академии Слова» (2024 год) — за вклад в сохранение и развитие культуры стран мира.

### Международные премии
- Международная премия имени Авиценны (2019 год) — за достижения в области медицины, просвещения и образования[30].
- Международная премия кинофестиваля Коркут-Ата (2021 год) — за вклад в культуру Тюркоязычного мира[31].
- Международная премия кинофестиваля Коркут-Ата (2023 год) — за вклад в развитие кинематографа Тюркского мира[32].
- Международная премия кинофестиваля «Туран» (2024 год) — за вклад в развитие мирового киноискусства.

### Международные награды
- Нагрудный знак «Отличник Кинематографии Республики Таджикистан» (2021 год) — за весомый вклад в развитие сферы кинематографа Средней Азии.
- Медаль имени академика Христиана Даниловича Френа Российской академии наук (2023 год) — за вклад в развитие академической востоковедной науки.
- Памятная юбилейная медаль «100 лет ВГИК» (2023 год) — за активное участие в деятельности ВУЗа.
- Медаль ТЮРКСОЙ (2023 год) — за вклад в культуру и искусство Тюркского мира.
- Золотая медаль ТЮРКСОЙ (2024 год) — за выдающийся вклад в культуру и искусство Тюркского мира.

### Международные грамоты и дипломы
- Почетная грамота Министерства Культуры Республики Беларусь (2021 год) — за плодотворное сотрудничество и укрепление отношений между странами.
- Почетная грамота Содружества Независимых Государств (2022 год) — за личный вклад в развитие кинематографа стран СНГ[33][34][35].
- Почетная грамота Законодательного Собрания Санкт-Петербурга (2022 год) — за личный вклад в развитие культуры и искусства, высокий профессионализм, просветительскую деятельность, достигнутые успехи.
- Почетный диплом Международного кинофестиваля «Евразия» (2022 год) — за большой вклад в развитие фестивального движения Евразии.

### Правительственные
- Нагрудный знак «Знак Узбекистана» (2000 год)
- Памятный знак «10 летие независимости Узбекистана» (2001 год)
- Памятный знак «20 лет независимости Республики Узбекистан» (2011 год)
- Памятный знак «25 лет независимости Узбекистана» (2016 год)
- Памятный знак «25 лет Конституции Узбекистана» (2017 год)
- Памятный знак «30 лет независимости Узбекистана» (2021 год)
- Памятный знак «30 лет Конституции Узбекистана» (2022 год)

### Ведомственные
- Премия Министерства культуры Республики Узбекистан «Почёт» (2018 год)
- Нагрудный знак Министерства культуры и туризма Республики Узбекистан «Самоотверженец туризма» (2021 год)
- Памятный знак Министерства внутренних дел Республики Узбекистан «30 лет МВД Республики Узбекистан» (2021 год)
- Нагрудный знак Генеральной прокуратуры Республики Узбекистан «За сотрудничество» (2022 год)
- Нагрудный знак Академии наук Республики Узбекистан «80-летие Академии наук Республики Узбекистан» (2024 год)[36]
- Нагрудный знак Комитета по делам религий Республики Узбекистан «Религиозная толерантность» (2024 год)[37]
- Нагрудный знак Генеральной прокуратуры Республики Узбекистан «За сотрудничество» (2024 год) — за содействие и помощь в организации Музея истории Генеральной прокуратуры.
- Нагрудный знак Министерства внутренних дел Республики Узбекистан «За сотрудничество» (2025 год) — за плодотворное сотрудничество и создание фильма «Три героя»[38].

### Общественные
- Гран-при национальной премии «Олтин Калам» (2011 год)[39]